# مدار زمین‌همگام

انیمیشنی (مقیاس رعایت نشده است) که چرخش ماهواره در مدار زمین‌همگام را به دور زمین نشان می‌دهد.

مدار زمین‌همگام (به انگلیسی: Geosynchronous orbit) یا GSO که مدار زمین آهنگ (مدار هم‌گردش زمین یا مدار زمین‌هم‌زمان) نیز نامیده می‌شود به مدارهایی در دور کره زمین گفته می‌شود که سرعت زاویه‌ایِ چرخش ماهواره‌ها بر روی این مدارها با سرعت چرخش زمین برابر است. به عبارتی دیگر: مدارهایی هستند که برای پیمودن مسیر کامل آنها به یک روز نجومی، (در حدود ۲۳ ساعت و ۵۶ دقیقه و ۴ ثانیه) نیاز است. یکی از مهم‌ترین این مدارها مدار زمین‌ثابت است.
ماهواره زمین‌همگام ماهواره‌ای است که در «مدار زمین‌همگام» قرار دارد و دوره مداری آن با دوره گردش زمین یکسان است. این‌گونه ماهواره‌ها پس از هر زمان نجومی به موقعیت خود در آسمان بازمی‌گردد.
مزیت ماهواره‌های زمین‌همگام این است که نسبت به یک نقطه خاص بر روی زمین و نیز نسبت به ایستگاه‌های زمینی همیشه در یک محدوده از آسمان باقی می‌مانند. ویژگی مشخص ماهواره‌های زمین‌همگام این است که همیشه در یک نقطه خاص در آسمان باقی می‌مانند، بدین معنی که گیرنده‌های زمینی این ماهواره‌ها نیاز به جابه‌جایی نداشته و می‌توانند در یک جهت ثابت باشند. ماهواره‌های زمین‌همگام اغلب برای اهداف مخابراتی به‌کار می‌روند.
شبکه زمین‌همگام نیز به شبکه‌ای مخابراتی گفته می‌شود که از مجموعه ماهواره‌های زمین‌همگام ساخته شده است.
ماهواره باید حتی‌الامکان در نقطه‌ای از مدار زمین‌همگام قرارگیرد که ارتعاشات نیروی جاذبه زمین روی آن اثر کمتری داشته باشد. این مدار دایره‌ای شکل روی صفحه‌ای قرار دارد که از خط استوا می‌گذرد. در این حالت، سرعت زاویه‌ایِ ماهواره و زمین با هم برابر است.

## انواع

### مدار زمین‌ایستا

ماهواره زمین‌ایستا (سبز) همیشه بالای همان نقطه مشخص‌شده در استوا (قهوه‌ای) باقی می‌ماند.

ماهواره‌های مدار زمین‌ایستا، در حالت کلی بر روی مداری با همین نام و بالای خط استوا، در فاصله ۳۵۷۸۶ کیلومتری از سطح زمین قرار داند. مدارهای زمین‌ایستا دوره گردِشی، درست برابر گردش زمین دارند. این مدار، مدار۲۴ ساعته نیز خوانده می‌شود. این ماهواره‌ها با سرعتی حدود سه کیلومتر در ثانیه در مدار زمین‌ثابت حرکت می‌کنند. برای ردیابی ماهواره احتیاج به سیستم پیچیده‌ای نیست ماهواره‌ها در مدار ثابتِ زمینی، با تعداد کم، امکان ایجاد پوشش زیادی را بر روی زمین دارند. به عنوان مثال سه ماهواره روی این مدار برای پوشش بیشتر سطح زمین (به جز قطب‌ها) کافی هستند. ماهواره نسبت به زاویه‌ای که ایستگاه زمینی آن را می‌بیند، ثابت است، در نتیجه احتیاجی به تغییر جهت آنتن نیست ولی تنظیم آن ضروری است. تعداد زیادی از ایستگاه‌های زمینی می‌توانند تحت پوشش یک ماهواره در این مدار قرار گیرند، به طوری که آنتن هر ماهواره می‌تواند حداکثر ۴۲/۴ درصد سطح کره زمین را بپوشاند.
- این نوع ماهواره‌های در فضا در مکانی ثابت قرار دارند و همراه با دَوَران زمین بِدور خود می‌گردند، و به دلیل همین ثبات دارای سایه‌ای ثابت (معروف به «جای‌پا») بر زمین هستند. به مدار زمین‌ایستا، مدار ژئوسنکرون (Geosynchronous) یا مدار کلارک نیز گفته می‌شود. تمام ماهواره‌های مخابراتی و تلویزیونی از این نوع هستند.
- مدارِ زمین‌ایستا، یک مدارِ دایره‌ای با شعاع ۴۲۱۶۴ کیلومتر است. همه مدارهای زمین، چه مدور یا بیضوی، دارای محورِ نیم‌قطر بزرگ یا اوج یکسان هستند. در واقع، مدارهایی با دوره گردشِ مشابه، همیشه اوج مشابه‌ای دارند. در موارد خاص از یک مدار زمین‌ایست، رَدگیری مسیر اینگونه ماهواره‌ها بر روی زمین، تنها یک نقطه در خط استواست. در حالت کلی یک مدار زمین‌ایست با تمایل غیر صفر یا خروج از مرکز و مدار، در صورت تغییر جای نقطه آن بر روی زمین، معمولاً قبل از پایان روز نجومی به همان مکان بازمی‌گردد. P دوره مداری است، و μ ثابتِ گرانشِ زمینی است، و مساوی می‌شود با ۳۹۸۶۰۰٫۴۴۱۸ (Km3/S2).

### مدارهای زمین‌همگام بیضوی و مایل

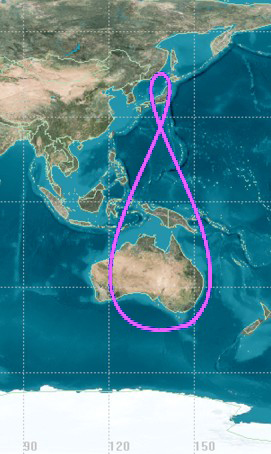
مدار ماهواره کواسی-زنیث

بسیاری از اجرام در مدارهای زمین‌همگام دارای مدارهای غیرعادی و/یا مایل هستند. خروج از مرکز، مدار را بیضوی می‌کند و از دید ایستگاه زمینی به نظر می‌رسد که به‌صورت شرقی-غربی در آسمان در نوسان است؛ در حالی که تمایل مدار را در مقایسه با استوا کج می‌کند و از دید یک ایستگاه زمینی به نظر می‌رسد به‌صورت شمالی-جنوبی در نوسان است. ماهواره‌های در مدارهای بیضی/غیرمرکزی باید توسط ایستگاه‌های زمینی قابل هدایت ردیابی شوند.

#### مدار توندرا
مدار توندرا یک مدار زمین‌آهنگ بیضوی بالا با انحراف مداری زیاد (حدود °۶۳٫۴) و تناوب مداری یک روز نجومی و خروج از مرکز مداری بین ۰٫۲ و ۰٫۳ است. ماهواره‌ای که در این مدار قرار دارد بیشتر زمان خود را بر فراز محدوده‌ای مشخص از زمین می‌گذراند که به اوج و حضیض معروف است. این ویژگی به‌ویژه برای ماهواره‌های مخابراتی عرض‌های جغرافیایی بالای زمین مناسب است.

#### مدار کواسی-زنیث
سامانه ماهواره‌ای کواسی-زنیث یک سامانه چهار ماهواره‌ای است که در یک مدار زمین‌همگام با شیب ۴۲ درجه و خروج از مرکز ۰٫۰۷۵ عمل می‌کنند. هر ماهواره بر فراز ژاپن ایستا است و به سیگنال‌ها اجازه می‌دهد به گیرنده‌های دره شهری برسند، سپس به سرعت از استرالیا عبور می‌کنند.